# 田邊宏康
田邊 宏康（たなべ ひろやす、1960年 - ）は、日本の法学者。専門は有価証券法。

## 経歴
福岡市に生まれる。1979年福岡県立修猷館高等学校を経て、1984年3月東北大学法学部法学科を卒業。1992年3月西南学院大学大学院法学研究科博士後期課程中退。2003年西南学院大学博士(法学)。
1992年4月小樽商科大学商学部講師となり、1993年10月同助教授。2003年4月専修大学法学部助教授に転じ、2004年4月同教授に就任する。 2021年9月専修大学法学部長に就任する。

## 著書
- 『有価証券と権利の結合法理』（成文堂、2002年）
- 『手形小切手法講義』（成文堂、2005年）
- 『有価証券法理の深化と進化』（成文堂、2019年）